# Alan Velasco
Alan Agustín Velasco (Quilmes, 27 juli 2002) is een Argentijns voetballer die bij voorkeur als vleugelspeler speelt. Hij speelt bij CA Independiente.

## Clubcarrière
Velasco speelde negen seizoenen in de jeugdopleiding van CA Independiente. Op 7 december 2019 maakte hij zijn competitiedebuut tegen CA Banfield. Op 28 november 2020 scoorde Velasco zijn eerste competitietreffer tegen CA Colón.